# Pallavolo ai Giochi della XVIII Olimpiade - Convocazioni al torneo femminile
Elenco delle giocatrici convocate per i Giochi della XVIII Olimpiade.

## Corea del Sud
| N° | Nome            | Ruolo | Data di nascita   | Squadra |
| -- | --------------- | ----- | ----------------- | ------- |
| -  | ?               | All   | -                 | -       |
| 1  | Suh Choon-kang  | -     | 9 luglio 1946     | -       |
| 2  | Moon Kyung-sook | -     | 5 febbraio 1945   | -       |
| 3  | Ryoo Choon-ja   | -     | -                 | -       |
| 4  | Kim Kil-ja      | -     | 23 settembre 1943 | -       |
| 5  | Oh Soon-ok      | -     | 3 giugno 1945     | -       |
| 6  | Chung Jong-uen  | -     | 18 luglio 1945    | -       |
| 7  | Choi Don-hi     | -     | 10 dicembre 1945  | -       |
| 8  | Hong Nam-sun    | -     | 11 febbraio 1945  | -       |
| 9  | Oh Chung-ja     | -     | 14 settembre 1944 | -       |
| 10 | Yoon Jung-sook  | -     | 2 gennaio 1948    | -       |
| 11 | Kwak Ryong-ja   | -     | 21 febbraio 1944  | -       |
| 12 | Lee Keun-so     | -     | 16 novembre 1945  | -       |

## Giappone
| N° | Nome              | Ruolo | Data di nascita   | Squadra          |
| -- | ----------------- | ----- | ----------------- | ---------------- |
| -  | Hirofumi Daimatsu | All   | -                 | -                |
| 1  | Masae Kasai       | P     | 10 maggio 1937    | Nichibo Kaizuka  |
| 2  | Emiko Miyamoto    | -     | 10 maggio 1937    | Nichibo Kaizuka  |
| 3  | Kinuko Tanida     | -     | 18 settembre 1939 | Nichibo Kaizuka  |
| 4  | Yuriko Handa      | -     | 31 marzo 1940     | Nichibo Kaizuka  |
| 5  | Yoshiko Matsumura | -     | 9 dicembre 1941   | Nichibo Kaizuka  |
| 6  | Sata Isobe        | -     | 19 dicembre 1944  | Nichibo Kaizuka  |
| 7  | Katsumi Matsumura | -     | 8 marzo 1944      | Nichibo Kaizuka  |
| 8  | Yōko Shinozaki    | -     | 29 gennaio 1945   | Nichibo Kaizuka  |
| 9  | Setsuko Sasaki    | -     | 16 ottobre 1944   | Nichibo Kaizuka  |
| 10 | Yūko Fujimoto     | -     | 14 gennaio 1943   | Nichibo Kaizuka  |
| 11 | Masako Kondō      | -     | 27 marzo 1941     | Kurabo Kurashiki |
| 12 | Ayano Shibuki     | -     | 29 marzo 1941     | Yashica          |

## Polonia
| N° | Nome                | Ruolo | Data di nascita  | Squadra         |
| -- | ------------------- | ----- | ---------------- | --------------- |
| -  | Stanisław Poburka   | All   | -                | -               |
| 1  | Krystyna Rawska     | -     | 25 aprile 1933   | AZS Varsavia    |
| 2  | Józefa Bęben        | -     | 18 aprile 1935   | Wisła Cracovia  |
| 3  | Maria Chylińska     | -     | 28 agosto 1932   | Legia Varsavia  |
| 4  | Jadwiga Abisiak     | -     | 2 febbraio 1934  | AZS Varsavia    |
| 5  | Danuta Wagner       | -     | 2 settembre 1939 | Legia Varsavia  |
| 6  | Krystyna Tabaka     | -     | 15 dicembre 1942 | Drukarz         |
| 7  | Jadwiga Książek     | -     | 6 aprile 1939    | Gedania         |
| 8  | Maria Śliwka        | -     | 7 dicembre 1935  | Gwardia Wrocław |
| 9  | Zofia Bryszewska    | -     | 31 agosto 1943   | AZS Varsavia    |
| 10 | Krystyna Malinowska | -     | 15 gennaio 1939  | AZS Gdańsk      |
| 11 | Hanna Busz          | -     | 23 novembre 1940 | AZS Varsavia    |
| 12 | Barbara Niemczyk    | -     | 13 novembre 1942 | Start Łódź      |

## Romania
| N° | Nome                  | Ruolo | Data di nascita | Squadra |
| -- | --------------------- | ----- | --------------- | ------- |
| -  | Dragan Constantinescu | All   | -               | -       |
| 1  | Ana Mocan             | -     | 16 marzo 1937   | -       |
| 3  | Cornelia Lazeanu      | -     | 22 giugno 1943  | -       |
| 4  | Natalia Torodovschi   | -     | 19 ottobre 1931 | -       |
| 5  | Doina Ivanescu        | -     | 22 gennaio 1935 | -       |
| 6  | Doina Popescu         | -     | 1º ottobre 1938 | -       |
| 7  | Sonia Colceru         | -     | 1º gennaio 1934 | -       |
| 8  | Lia Vanea             | -     | 3 ottobre 1948  | -       |
| 9  | Alexandrina Chezan    | -     | 29 aprile 1939  | -       |
| 10 | Iliana Enculescu      | -     | 28 ottobre 1944 | -       |
| 11 | Elisabeta Golosie     | -     | 20 giugno 1936  | -       |
| 12 | Marina Stanca         | -     | -               | -       |

## Stati Uniti
| N° | Nome            | Ruolo | Data di nascita  | Squadra |
| -- | --------------- | ----- | ---------------- | ------- |
| -  | Doc Burroughs   | All   | -                | -       |
| 1  | Jean Gartner    | -     | 1º novembre 1938 | -       |
| 2  | Gail O'Rouke    | -     | 23 dicembre 1942 | -       |
| 3  | Linda Murphy    | -     | 3 settembre 1943 | -       |
| 4  | Lou Galloway    | -     | 7 gennaio 1942   | -       |
| 5  | Verneda Thomas  | -     | 21 giugno 1943   | -       |
| 6  | Mary Perry      | -     | 3 gennaio 1943   | -       |
| 7  | Mary Peppler    | -     | -                | -       |
| 8  | Nancy Owen      | -     | 2 maggio 1943    | -       |
| 9  | Patricia Bright | -     | 27 dicembre 1940 | -       |
| 10 | Jane Ward       | -     | 30 aprile 1932   | -       |
| 11 | Sharon Peterson | -     | 27 novembre 1942 | -       |
| 12 | Barbara Harweth | -     | 6 marzo 1941     | -       |

## Unione Sovietica
| N° | Nome                  | Ruolo | Data di nascita   | Squadra           |
| -- | --------------------- | ----- | ----------------- | ----------------- |
| -  | Oleg Chekov           | All   | -                 | -                 |
| 1  | Antonina Moiseeva     | P     | 5 luglio 1934     | CSKA Mosca        |
| 2  | Altra Biltauere       | -     | 9 ottobre 1944    | Daugava Riga      |
| 3  | Ninel Lukanina        | -     | 18 settembre 1947 | CSKA Mosca        |
| 4  | Ljudmila Meščerjakova | -     | 25 maggio 1938    | Dinamo Mosca      |
| 5  | Nelly Abramova        | -     | 18 agosto 1940    | Spartak Irkutsk   |
| 6  | Tamara Tikhonina      | -     | 22 febbraio 1934  | CSKA Mosca        |
| 7  | Valentina Kamenek     | -     | 17 maggio 1943    | CSKA Mosca        |
| 8  | Inna Ryskal           | -     | 15 giugno 1944    | Neftyanik         |
| 9  | Marita Katusheva      | -     | 19 aprile 1938    | Dinamo Mosca      |
| 10 | Tatyana Roschina      | -     | 23 giugno 1941    | CSKA Mosca        |
| 11 | Valentina Mishak      | -     | 16 gennaio 1942   | Burevisnyk Odessa |
| 12 | Lyudmila Guyereva     | -     | 12 febbraio 1943  | Burevisnyk Odessa |